# Ketoconazolo
Il ketoconazolo, chiamato anche chetoconazolo, è un composto appartenente alla classe dei derivati imidazolici, utilizzato da molti anni nel trattamento delle infezioni micotiche della cute.
Il farmaco è particolarmente utile in soggetti immunocompromessi oppure affetti da malattie del sistema immunitario (ad esempio pazienti con AIDS, oppure in trattamento polichemioterapico, con farmaci steroidei o immunosoppressori).
In Italia il farmaco è venduto dalla società farmaceutica EG con il nome commerciale di Nizoral e da altre società come medicinale equivalente, nella forma commerciale di compresse, shampoo e crema.
Il 26 luglio 2013 l'EMA raccomanda la sospensione della commercializzazione del farmaco per via orale, a causa del rischio di epatotossicità.

## Storia
Ketoconazolo è stato scoperto nel 1976 ed è stato commercializzato a partire dai primi anni ottanta. Con la griseofulvina è stato tra i primi antimicotici utilizzabili per via orale.

## Chimica
La modalità per giungere alla sintesi racemica di ketoconazolo fu pubblicata nel 1979. In questa sintesi, gli isomeri cis e trans sono stati separati mediante cristallizzazione in quanto solo i due enantiomeri cis vengono impiegati per il farmaco disponibile in commercio.

Sintesi del ketoconazolo (8)

## Farmacodinamica
Come altri antimicotici, ketoconazolo è strutturalmente simile all'imidazolo e precisamente si tratta di un derivato imidazoldiossolanico. Il farmaco agisce contro i funghi inibendo la sintesi di alcuni steroli necessari per la costruzione della membrana cellulare. In particolare inibisce l'enzima citocromo P450 14-alfa-demetilasi (P45014DM) conosciuto anche come lanosterol-14αdemetilasi, che catalizza un passaggio essenziale nella biosintesi degli steroli, e cioè la via metabolica che conduce dal lanosterolo all'ergosterolo, un costituente importante delle pareti cellulare fungina. Questa inibizione comporta un danno strutturale e funzionale a carico della membrana della cellula fungina, compromettendone la riproduzione e le attività infettive. Il ketoconazolo è potente inibitore anche del CYP3A4.
Ketoconazolo ha dimostrato di inibire la crescita di numerosi dermatofiti e specie di lieviti, come la Candida albicans. L'aumento del numero di pazienti immunocompromessi a causa di HIV/AIDS ha portato ad un aumento della frequenza e del significato delle infezioni fungine opportunistiche. Resistenza al ketoconazolo è stata osservata in un certo numero di ceppi fungini, compresa la Candida albicans.
Sperimentalmente, la resistenza si verifica a causa di mutazioni nella via di biosintesi degli steroli. Difetti nell'enzima sterolo 5-6 desaturasi riducono gli effetti tossici dell'inibizione azolica sul passaggio coinvolgente la 14-alfa demetilazione.
I geni della resistenza multifarmaco possono avere un ruolo nella riduzione dei livelli cellulari del farmaco. Poiché gli agenti antifungini azolici agiscono tutti nello stesso punto della catena metabolica degli steroli, la resistenza è normalmente crociata verso tutti i membri della famiglia azolica.

## Farmacocinetica
Dopo somministrazione per via orale ketoconazolo viene rapidamente assorbito dal tratto intestinale. La concentrazione plasmatica massima (Cmax) viene raggiunta entro 2 ore (Tmax) dall'assunzione. L'assorbimento di ketoconazolo dipende dall'acidità gastrica: la sostanza è infatti debolmente basica e pertanto richiede un ambiente acido per la sua dissoluzione ed assorbimento. La biodisponibilità del farmaco varia tra l'80% ed il 90%. Dopo l'assorbimento il farmaco viene trasformato, attraverso reazioni di ossidazione e di degradazione degli anelli imidazolici e piperazinici, in numerosi metaboliti farmacologicamente inattivi. Circa il 13% di una dose assunta viene eliminata per via renale, mentre la via principale di eliminazione è per via biliare.
Il legame con le proteine plasmatiche è pari al 99%. L'emivita varia tra le 2 e le 3,3 ore.

## Usi clinici
Ketoconazolo trova indicazione in numerose micosi sistemiche. Viene infatti utilizzato per il trattamento della candidiasi sistemica, istoplasmosi, tinea pedis o piede d'atleta, tinea corporis, coccidioidomicosi, paracoccidioidomicosi.
È possibile anche impiegarlo nella profilassi di infezioni fungine in soggetti con ridotta risposta immunitaria (pazienti con AIDS, trapiantati d'organo, in trattamento intensivo con farmaci citostatici, soggetti gravemente ustionati).
Negli anni ottanta ketoconazolo a dosaggi elevati (1200 mg/die in 3 somministrazioni) è stato utilizzato nella cura contro il carcinoma della prostata.
In un primo momento ketoconazolo come agente singolo, sembrava avere un uso limitato in soggetti con fallimento di una precedente terapia sistemica. Studi successivi hanno dimostrato che il farmaco è efficace nella terapia di prima linea e di seconda linea per il cancro della prostata avanzato
Ricerche preliminari hanno suggerito che lo shampoo di ketoconazolo possa essere utile negli uomini affetti da alopecia androgenetica. Il supporto a questo possibile utilizzo si basa su uno studio del 1998 che ha paragonato uno shampoo di ketoconazolo al 2% per la perdita di capelli a minoxidil 2% in soggetti di sesso maschile affetti da alopecia androgenetica. In un campione di 27 uomini la "densità dei capelli e la dimensione e la proporzione dei follicoli in fase di crescita sono state migliorate quasi allo stesso modo sia dal regime di trattamento con ketoconazolo sia dal regime comprendente minoxidil". Nello studio clinico gli uomini erano invitati a lavarsi i capelli con lo shampoo di ketoconazolo al 2% una volta ogni due/quattro giorni, lasciando lo shampoo sul cuoio capelluto per 3-5 minuti prima di risciacquare.
Nel settembre 2014 l'Agenzia Europea per i Medicinali (EMA) ha raccomandato che gli stati membri si attivino per il rilascio dell'autorizzazione all'immissione in commercio della molecola con indicazione "nel trattamento della sindrome di Cushing". I medici hanno utilizzato ketoconazolo per anni "off-label", ovvero al di fuori delle indicazioni autorizzate, nei soggetti affetti da Cushing. Nel luglio 2013 EMA raccomandava di sospendere l'autorizzazione al commercio di ketoconazolo per il trattamento per via orale delle infezioni funginee, a causa di una elevata tossicità epatica. Tuttavia nella sindrome di Cushing, l'agenzia europea ritiene che in questa condizione rara e potenzialmente pericolosa per la vita, i benefici del medicinale siano decisamente superiori ai suoi rischi.

## Effetti collaterali ed indesiderati
Il 26 luglio 2013 l'EMA raccomanda la sospensione della commercializzazione del farmaco per via orale poiché è emerso che il rischio di danno epatico è maggiore dei benefici nel trattamento delle infezioni fungine.
Il farmaco può determinare la comparsa di cefalea, vertigine, sonnolenza, bruciore agli occhi, fotofobia, nausea, vomito, diarrea e dolori addominali.

Tra gli effetti avversi si segnalano inoltre trombocitopenia, alopecia, parestesia, orticaria, riduzione transitoria delle concentrazioni sieriche di testosterone.

In rari casi si può verificare la comparsa di epatotossicità ed epatite acuta, in genere prontamente reversibile con la sospensione del trattamento. Sono stati comunque segnalati casi di epatite fulminante.
L'uso prolungato del prodotto può dare luogo a fenomeni irritativi e di sensibilizzazione, con manifestazioni eritematose (rossore localizzato) e prurito. In questi casi il medico in genere tende a sospendere il trattamento.
Ketoconazolo è scarsamente assorbito attraverso la cute, pertanto è poco probabile che si verifichino effetti indesiderati sistemici a seguito dell'uso del farmaco. Ciò nonostante il medico deve attentamente valutare il rapporto rischio/beneficio di un trattamento nei pazienti anziani, in coloro che soffrono di malattie epatiche e nei soggetti già trattati in precedenza con griseofulvina (un farmaco utilizzato per il trattamento di infezioni micotiche).

## Controindicazioni
Il farmaco è controindicato in soggetti con ipersensibilità nota al principio attivo oppure ad uno qualsiasi degli eccipienti. È inoltre controindicato in pazienti affetti da insufficienza epatica.

## Dosi terapeutiche
Micosi sistemiche
Nei soggetti adulti la dose consigliata è pari a 200 mg di ketoconazolo, equivalente ad una compressa, una volta al giorno, con il pasto
Vulvovaginite da candida
Nei soggetti adulti la dose consigliata è pari a 400 mg di ketoconazolo (2 compresse), in un'unica somministrazione quotidiana, con il pasto. Il trattamento deve essere proseguito per almeno un'ulteriore settimana dopo la scomparsa della sintomatologia. Nella candidosi vaginale è generalmente sufficiente un trattamento di 5 giorni.

## Interazioni
- Griseofulvina: aumentato rischio di epatotossicità
- Antiacidi e inibitori della pompa protonica: riduzione dell'assorbimento di ketoconazolo
- Rifampicina e isoniazide: riduzione dell'assorbimento di ketoconazolo ed epatotossicità
- Ciclosporina A, anticoagulanti, terfenedina, astemizolo, metilprednisolone, busulfan: l'inibizione delle ossidasi epatiche, da parte di ketoconazolo, comporta un aumento delle concentrazioni plasmatiche e dei rischi di tossicità di questi farmaci.

Fristamin

## Avvertenze
Se si sono utilizzati corticosteroidi topici è bene lasciare passare due settimane prima di procedere al trattamento delle stesse aree con creme a base di ketoconazolo.